# Тереза Ракен
«Тереза Ракен» (фр. Thérèse Raquin) — роман французского писателя Эмиля Золя, опубликованный в 1867 году. Считается одним из наиболее значительных произведений этого автора, был несколько раз экранизирован.

## Сюжет
Главная героиня романа, рано оставшаяся без родителей и воспитанная властной тёткой, становится женой своего двоюродного брата Камилла, которого не любит. Она заводит бурный роман с одним из друзей мужа, Лораном. Вместе они убивают Камилла, но потом, не выдержав угрызений совести, совершают самоубийство у ног его парализованной матери.

## Создание и оценки
Эмиль Золя написал роман в 1867 году, когда был ещё начинающим и малоизвестным писателем. Изначально он хотел назвать книгу «Брак по любви», но позже дал ей новое название — «Тереза Ракен». В августе 1867 года роман вышел на страницах журнала «Артист», но главный редактор Арсен Уссей переделал финал, чтобы тот больше соответствовал вкусам респектабельной публики. Известно, что Золя это привело в бешенство. В декабре того же года в парижском издательстве Лакруа увидело свет книжное издание, с авторским финалом.
Роман получил неоднозначные отзывы. Братья Гонкур охарактеризовали его как «великолепную книгу, раскрывающую на всех своих страницах муки раскаяния, где трепетно описаны утончённые чувства, своего рода небывалый смертный ужас». Сент-Бёв назвал «Терезу Ракен» «примечательным произведением, которое может составить эпоху в истории современного романа», но добавил, что не понимает многое в характерах главных героев. Автор рецензии в журнале «Фигаро», подписавшийся как Феррагюс, отозвался о романе как о «луже грязи и крови». «Я не осуждаю кричащие нотки и яростные, тёмные мазки, которыми написано произведение, — заявил он. — Я сетую на то, что они слишком кричащи; однообразие в изображении мерзостей — худшее из однообразий».
Предисловие ко второму изданию «Терезы Ракен» стало манифестом нового литературного течения — натурализма.

## Экранизации
- Тереза Ракен (Италия, 1915)
- Тереза Ракен (Россия, 1919)
- Тереза Ракен (Германия, 1928)
- Тереза Ракен (Франция, 1953)
- Жажда (Южная Корея, 2009)
- Тереза Ракен (In Secret, США, 2013)

## Театральные постановки
- Thérèse (Россия, 2017) — мюзикл, режиссёр Антон Музыкантский[4].